# Slither (filme)
Slither é um filme americano de 2006 de comédia de terror e ficção científica escrito e dirigido por James Gunn em sua estreia na direção, e estrelado por Nathan Fillion, Elizabeth Banks, Gregg Henry e Michael Rooker. O filme tem temas e conceitos similares ao filme B de 1986, Night of the Creeps.
Slither foi um fracasso de bilheteria, mas recebeu críticas geralmente positivas dos críticos e se tornou um filme cult.

## Sinopse
O bem-sucedido Grant Grant (Michael Rooker) é um dos poucos líderes da cidade de Wheelsy. Com sua bela e jovem esposa Starla (Elizabeth Banks), Grant é o homem mais poderoso da cidade. Mas as coisas estão prestes a mudar para Grant de uma forma que ele nunca poderia imaginar. No bar que costuma freqüentar, Grant encontra Brenda Gutierrez (Brenda James), a irmã caçula de uma antiga namorada. Depois de largarem suas bebidas para darem uma volta sob o luar, o casal descobre algo gosmento no mato ali atrás. Perto de destroços que parecem ser de um meteoro, eles acham uma massa pulsante e não-identificada que, de repente, toma vida e penetra no corpo de Grant através de um tentáculo coberto de pústulas. Assim, um parasita alienígena infecta um infeliz hospedeiro humano — que precisará infectar outros, se quiser sobreviver. Aos poucos, ele passa a se transformar visivelmente, tornando-se menos humano para dar lugar a uma criatura sedenta de sangue e dominada pela necessidade de matar e destruir todos os que não estiverem infectados.

## Elenco
- Nathan Fillion como Bill Pardy
- Elizabeth Banks como Starla Grant
- Gregg Henry as Mayor Jack MacReady
- Michael Rooker como Grant Grant
- Tania Saulnier como Kylie Strutemyer
- Brenda James como Brenda Gutierrez
- Don Thompson como Wally Whale
- Jennifer Copping como Margaret Hooper
- Jenna Fischer como Shelby Cunningham
- Haig Sutherland como Trevor Carpenter
- Matreya Fedor como Emily Strutemyer
- Amber Lee Bartlett como Jenna Strutemyer
- Iris Quinn como Sra. Strutemyer
- William MacDonald como Sr. Strutemyer
- Frank Welker como Lesmas Alienígenas (Vocais das criaturas)

## Influências
Foi notado muitas semelhanças e pontos de trama compartilhados com o filme de comédia de terror Night of the Creeps (1986), de Fred Dekker. James Gunn afirmou que dois filmes de David Cronenberg, Shivers (1975) e The Brood (1979), foram as duas maiores influências sobre a história em Slither, juntamente com o mangá de terror Uzumaki de Junji Ito, originalmente publicado entre 1998 e 1999.

## Home media

Capa da Edição de Colecionador de Slither, lançada em 2017.

Slither foi lançado em DVD regular e em disco híbrido HD DVD / DVD em 24 de outubro de 2006. A versão em HD é apresentada em 1.85: 1 (widescreen) codificado em 1080p e Dolby Digital-Plus 5.1. Além do filme, o DVD contém dois documentários da produção, sendo um exclusivamente dedicado aos efeitos visuais. O DVD também contém cenas excluídas e estendidas, erros de gravação, progressões dos efeitos visuais, um passeio com Fillion e um comentário de áudio de Gunn e Fillion. Também estão incluídos featurettes detalhando como fazer sangue comestível, e o documentário de Lloyd Kaufman discutindo seu dia no set e a filmagem de sua única linha (que eventualmente foi cortada do filme). Por fim, há um bônus adicional intitulado "Quem é Bill Pardy?" o qual é um bônus de piada feito por Gunn, e foi exibido na festa do filme.
Shout! Factory lançou uma Edição de Colecionador em Blu-ray Disc em 25 de julho de 2017. Além das novas artes ilustradas pelo artista Justin Osbourn, inclui novos bônus especiais, como um novo comentário de áudio com James Gunn e membros do elenco, novas entrevistas com James Gunn e o ator Gregg Henry (Prefeito MacReady), assim como todos os bônus. especiais  encontrados no DVD original.